# Mörk Gryning
I Mörk Gryning sono un gruppo musicale svedese formatosi a Stoccolma nel 1993. Scioltisi nel 2015, sono tornati in attività nel 2016.
Il nome del gruppo significa "alba oscura" in svedese.

## Formazione

### Attuale
- Avatar	– voce, chitarra (1999-2001, 2016-presente)
- Draakh Kimera – voce, batteria, chitarra, tastiera (1993-2003, 2016-presente)
- Goth Gorgon – basso, chitarra, tastiera, cori (1993-2005, 2016-presente)
- Aeon – tastiera, chitarra, cori (2002-2005, 2019-presente)
- C-G – batteria (2005, 2019-presente)

### Ex componenti
- Fredrik Boëthius – basso (2005)
- Johan Ljung – voce (2001)
- Baron Samedi – batteria (2016-2018)

## Discografia

### Album in studio
- 1995 – Tusen år har gått...
- 1997 – Return Fire
- 2001 – Maelstrom Chaos
- 2003 – Pieces of Primal Expressionism
- 2005 – Mörk Gryning
- 2020 – Hinsides vrede

### Album dal vivo
- 2018 – Live at Kraken

### Singoli
- 1993 – Demo
- 1994 – Demo '94
- 2005 – 2005 Demo